# Wallichen
Wallichen, Erfurt-Wallichen – dzielnica miasta Erfurt w Niemczech, w kraju związkowym Turyngia.